# Platychauliodes capensis
Platychauliodes capensis är en insektsart som beskrevs av K. Barnard 1931. Platychauliodes capensis ingår i släktet Platychauliodes och familjen Corydalidae. Inga underarter finns listade i Catalogue of Life.